# Yevgeniy Zemko
Yevgeniy Zemko (tiếng Belarus: Яўген Зямко; tiếng Nga: Евгений Земко; sinh 16 tháng 2 năm 1996) là một cầu thủ bóng đá Belarus. Tính đến năm 2017, anh thi đấu cho Naftan Novopolotsk.